# Егоров, Константин Андреевич
Константин Андреевич Егоров (19 мая [1 июня] 1900, Санкт-Петербург — 22 июля 1973, Ленинград) — российский и советский футболист и тренер. Отличник физической культуры (1955).

## Биография
Начал играть в команде «Коломяги» в 1915 году, в 1922—1923 годах играл в «Спорте». Выступал на позиции левого крайнего или левого инсайда. Затем играл в составе Петроградского района «А», «Пищевкуса», в составе которого неоднократно становился чемпионом Ленинграда. В 1931 перешёл в «Динамо», с которым также неоднократно становился чемпионом города. Играл в сборных Ленинграда и РСФСР.
После окончания карьеры игрока в основном тренировал городские клубные команды. В июне 1938 стал главным тренером «Сталинца», считающегося предшественником «Зенита», который под руководством Егорова вышел в финал Кубка СССР 1939 года. Тренировал команду до июня 1940 года.
После Великой Отечественной войны вернулся к тренировке городских клубных команд, судил футбольных и хоккейные матчи. Судья республиканской категории.
Скончался в 1973 году.

## Достижения
- Полуфиналист Всесоюзной Спартакиады 1928 (вице-чемпион РСФСР 1928)
- Неоднократный чемпион Ленинграда